# 菲舍峰
菲舍峰（英語：Fisher Peak），是南極洲的山峰，位於帕爾默地，處於利克山東南面9公里，屬於豪貝格山脈的一部分，海拔高度約1,100米，美國地質調查局根據測量和美國海軍拍攝的空中照片繪入地圖，現時由南極條約體系管理。